# Emilie Wiede-Focking
Emilie Auguste Alwine Wiede-Focking geb. Focking (* 1. Dezember 1837 in Dirschau; † 28. November 1910 in Dresden) war eine deutsche Medizinerin.

## Leben

### Familie
Emilie Wiede-Focking war eine Tochter des Kaufmanns Georg Focking und dessen Gattin Laura geb. Fristrow. Sie wuchs mit ihren elf Geschwistern auf dem väterlichen Gut Georgenthal bei Dirschau auf; zu ihren Geschwistern gehörte unter anderem auch ihre ältere Schwester Therese Focking, die später Kindergärtnerin und Kinderbuchautorin wurde.
Sie heiratete 1874 in Berlin den Zahntechniker Johann Heinrich Wiede, der 1884 in Stralsund angeklagt wurde, unbefugt eine Doktorwürde angenommen zu haben. Nach seiner Argumentation habe er von 1869 bis 1870 in Philadelphia an der dortigen American University studiert und im Februar 1871 das Doktorexamen bestanden; hierzu legte er eine Examensurkunde vor. Einer der Examinatoren, John Buchanan, wurde in den USA unter Eid als Zeuge vernommen und sagte aus, im genannten Zeitraum von 1869 bis 1870 seien an der genannten Universität nur … Vorlesungen für Farbige oder Negerstudenten, im Winter 1870/71 aber überhaupt keine Vorlesungen gehalten, und dass im Jahr 1871 keine gültigen Diplome erteilt (worden) sind, dass ein Student namens Wiede niemals auf jener Universität gewesen, und dass seiner Meinung nach das Diplom gefälscht sei, indem an Stelle eines anderen wegradierten Namens der Name Wiede gesetzt sei. Auch die Unterschriften seien falsch. Das Gericht schenkte den Beteuerungen Johann Heinrich Wiedes keinen Glauben und verurteilte ihn zu einer Geldstrafe. Später wurde bekannt, dass John Buchanan eine große Anzahl zweifelhafter Diplome ausgestellt hatte, sodass er 1880 festgenommen werden sollte. Bei seiner Festnahme gelang es diesem, sich durch das Vortäuschen seines Selbstmordes der Strafverfolgung zu entziehen, später wurde er jedoch in Kanada festgenommen.

### Werdegang
Emilie Wiede-Focking musste für ihr Medizinstudium in die USA gehen, weil es Frauen nicht gestattet war, sich in Deutschland an einer Universität zu immatrikulieren. Sie studierte vermutlich zur gleichen Zeit, in der auch Wilma Carsten dort Medizin studierte, die später in Bremen und in Lübeck als Zahnärztin praktizierte.
Emilie Wiede-Focking immatrikulierte sich zu einem Medizinstudium am Baltimore College of Dental Surgery (heute University of Maryland School of Dentistry), das sie dort 1873 als erste Frau mit dem Titel „Doktor of Dental Surgery“ (DDS) erfolgreich abschloss.
Anfangs praktizierte sie in Danzig in der Jopengasse 14 und später in der Hundegasse 111, ab 1879 dann in Schwerin und seit 1883 in Leipzig, zwischenzeitig in Stralsund. 1885 hatte sie ihre Praxis in der Beckergrube 18 in Lübeck unter der Bezeichnung Johann Heinrich Wiede-Focking, seit 1889 unter der Anschrift Schüsselbuden 20 in Lübeck; seit 1891 praktizierte sie unter ihrem Namen in der Straße Schlüsselbuden 20 und seit 1893 in der Breiten Straße 79 in Lübeck. Letztmals ist sie 1910 in Fleischhauerstraße 27 in Lübeck nachweisbar.
Vom 4. bis 9. August 1890 nahm sie an der Tagung des X. Internationalen Medicinischen Congresses in Berlin teil.
In der einschlägigen Literatur, so unter anderem in Frauenarbeit in Deutschland 1895 dargestellt von Lina Morgenstern, wird sie namentlich als Wiede-Focking, J. H. geführt.
Die Schauspielerin Emmy Wyda war ihre Tochter.

### Berufliches Wirken
Emilie Wiede-Focking war eine der ersten Zahnärztinnen in Deutschland und Wegbereiterin der Zulassung von Frauen zum Medizinstudium sowie der Berufsausübung als akademische Zahnärztin in Deutschland.

## Schriften
- Is Woman Adapted to the Dental Profession, in: Herald of Health 22 (1873), S. 12–15